# Tommy Paul
Tommy Paul (Nova Jérsia, 17 de maio de 1997) é um tenista profissional americano.
Foi campeão juvenil de Roland Garros, em 2015.
Foi semifinalista de Australian Open 2023 ao perder para Novak Djokovic por 7/5, 6/1 e 6/2. Sendo seu melhor resultado em Grand Slams até o momento.
Em junho de 2024, a uma semana do arranque de Wimbledon, Tommy Paul sagrou-se campeão do torneio de Queen's, conquistando o título mais importante da sua carreira e o primeiro em relva. A final foi disputada com Lorenzo Musetti e Paul acabou por vencer em dois sets, 6-1 e 7-6, em uma hora e 28 minutos. Foi o primeiro norte-americano a conquistar este título desde Sam Querrey, em 2010.

## Finais Grand Slam Juvenil

### Simples: 1 (1 título, 1 vice)
| Resultado | Ano  | Campeonato    | Piso   | Oponente     | Placar             |
| --------- | ---- | ------------- | ------ | ------------ | ------------------ |
| Campeão   | 2015 | Roland Garros | Saibro | Taylor Fritz | 7–6(7–4), 2–6, 6–2 |
| Vice      | 2015 | US Open       | Duro   | Taylor Fritz | 2–6, 7–6(7–4), 2–6 |

### Duplas: 1 (1 vice)
| Resultado | Ano  | Campeonato    | Piso   | Parceiro         | Oponente                            | Placar   |
| --------- | ---- | ------------- | ------ | ---------------- | ----------------------------------- | -------- |
| Vice      | 2015 | Roland Garros | Saibro | William Blumberg | Álvaro López San Martín Jaume Munar | 4–6, 2–6 |

## ITF Futures finais

### Simples: 2 (2 títulos)
| Legenda           |
| ITF Futures (2–0) |

| Resultado | N. | Data                | Torneio             | Piso   | Oponente              | Placar        |
| --------- | -- | ------------------- | ------------------- | ------ | --------------------- | ------------- |
| Campeão   | 1. | 17 de maio de 2015  | Valldoreix, Espanha | Saibro | Albert Alcaraz Ivorra | 2–6, 6–4, 6–4 |
| Campeão   | 2. | 30 de maio de 2015} | Lecco, Itália       | Saibro | Lorenzo Sonego        | 6–1, 6–4      |

## ATP Tour Finais
Simples: 4 (4 títulos)
| Resultado | N. | Data                   | Torneio             | Piso   | Oponente         | Placar        |
| --------- | -- | ---------------------- | ------------------- | ------ | ---------------- | ------------- |
| Campeão   | 1. | 13 de novembro de 2021 | ATP250 de Estocolmo | Duro   | Denis Shapovalov | 2–6, 6–4, 6–4 |
| Campeão   | 2. | 30 de maio de 2015}    | Lecco, Itália       | Saibro | Lorenzo Sonego   | 6–1, 6–4      |